# Cássia Kis
Cássia Kis Magro (São Caetano do Sul, Brasil, 6 de enero de 1958) es una primera actriz brasileña.
Partidaria del expresidente Jair Bolsonaro, es una activa opositora al aborto y a los métodos anticonceptivos. En una entrevista de octubre de 2022 con la periodista Leda Nagle se destacó por sus posiciones homófobas, mostrándose contraria a las uniones homosexuales (así como a las familias sin hijos o con hijo único) y dando por ciertos algunos bulos utilizados por el propio Bolsonaro en campaña electoral. Las declaraciones generaron una gran polémica, y motivaron a principios de noviembre una denuncia civil conjunta contra Kis por homofobia. La actriz se enfrenta a una multa de hasta 250 000 R$, así como a retractarse públicamente.

## Trabajos en la televisión
- 2023- Travessia... Cidalia
- 2017 - Os Dias Eram Assim .... Vera Reis
- 2016 - Nada Será Como Antes .... Odete dos Santos
- 2015 - Reglas del juego .... Djanira
- 2015 - ¿Final feliz? .... Olga
- 2014 - La Fiesta .... Gilda Rezende
- 2014 - Amores robados .... Carolina Dantas
- 2012 - Amor Eterno Amor .... Melissa Borges Sobral
- 2011 - Dinosaurios & Robots .... Dulce Maria
- 2010 - Escrito en las estrellas .... Francisca Aguillar / Sólida Ramírez
- 2009 - Ciudad Paraíso .... Mariana
- 2007 - Eterna Magia .... Zilda
- 2006 - Cobras & Lagartos .... Henriqueta/Teresa
- 2006 - JK .... Maria
- 2005 - Mad Maria .... Amália
- 2004 - Um Só Coração .... Guiomar Penteado
- 2002 - Sabor da Paixão .... Cecília
- 2001 - Puerto de los milagros .... Adma
- 2000 - Esplendor .... Adelaide
- 1998 - Pecado Capital .... Eunice
- 1997 - Por Amor .... Isabel
- 1996 - Quem é Você .... Beatriz
- 1993 - Fera Ferida .... Ilka Tibiriçá
- 1990 - Barriga de Aluguel .... Ana
- 1990 - Pantanal .... Maria Marruá
- 1988 - Vale Tudo .... Leila
- 1987 - Brega & Chique .... Silvana
- 1985 - Roque Santeiro .... Lulu
- 1984 - Livre para Voar .... Verona

## Cinematografía
- 2009 - A Festa da Menina Morta
- 2008 - Meu Nome Não É Johnny
- 2007 - Chega de Saudade
- 2007 - Não por Acaso
- 2001 - Bicho de Sete Cabeças
- 2001 - Condenado à Liberdade
- 2000 - O Circo das Qualidades Humanas
- 2000 - A Hora Marcada
- 1991 - A Grande Arte
- 1987 - Alta Rotação
- 1987 - Ele, o Boto
- 1987 - O País dos Tenentes
- 1984 - Memórias do Cárcere